# Villa Guaita

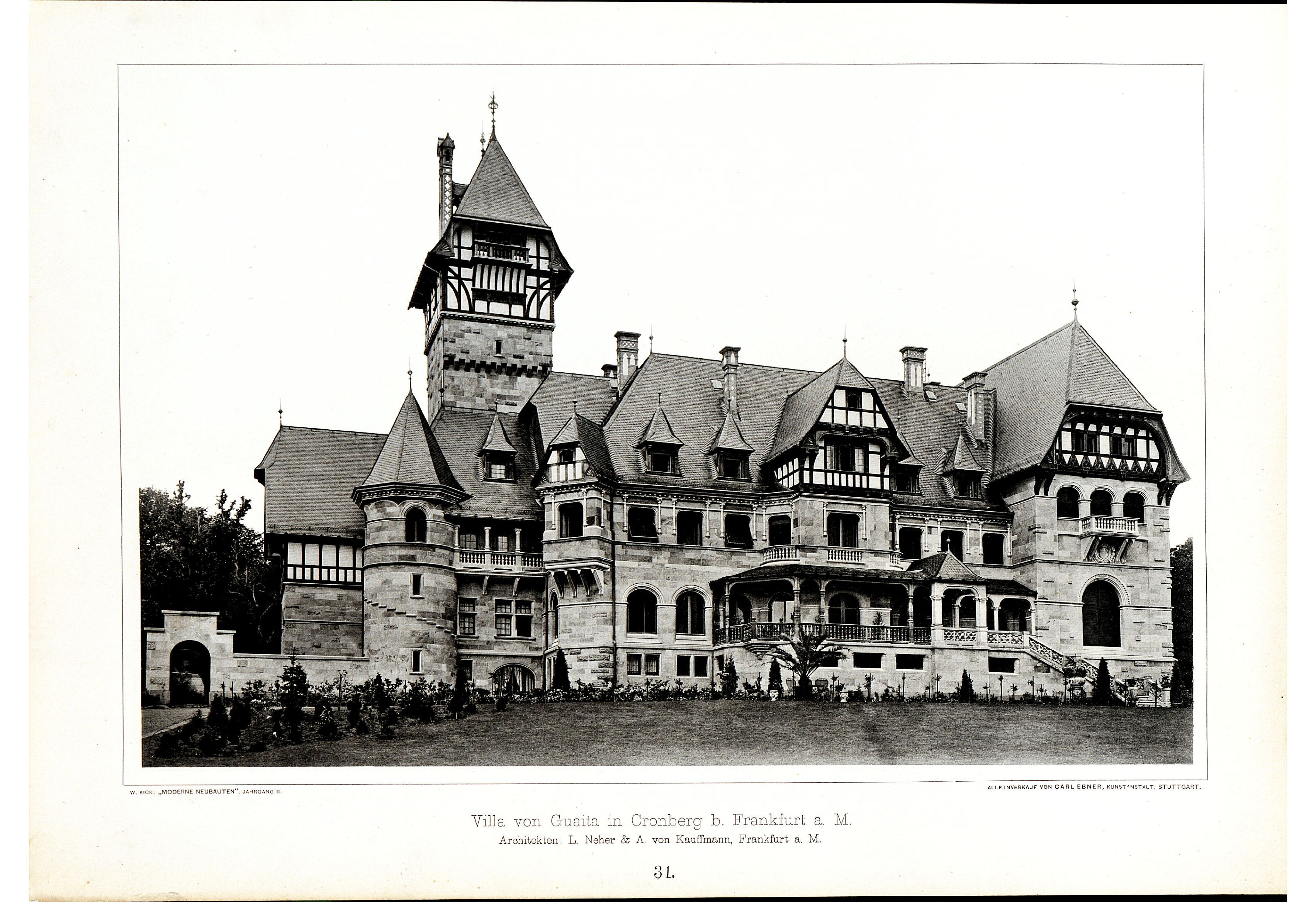
Villa Guaita

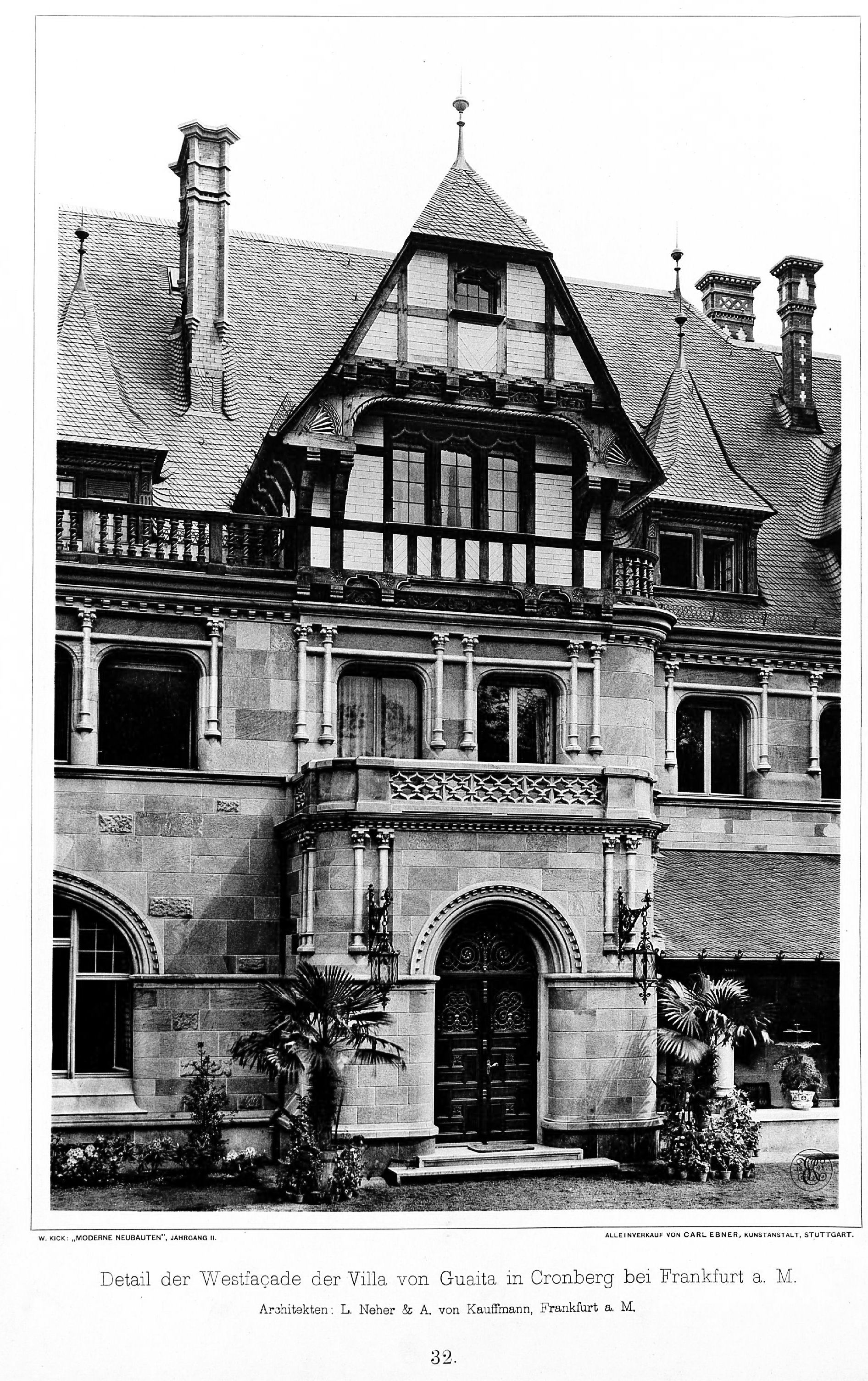
Villa Guaita, Detailansicht

Die Villa Guaita war ein 1893 erbautes großes Wohnhaus in Kronberg im Taunus, das 1961 abgerissen wurde.
Die Villa Guaita wurde 1893 von den Frankfurter Architekten Ludwig Neher und Aage von Kauffmann in einem eklektischen Stilmix des Historismus für Max von Guaita, Mitglied der einflussreichen Frankfurter Familie Guaita, in einer 12 Hektar großen Parkfläche erbaut. Das Grundstück wurde 1936 geteilt und auf einer Fläche von 7,5 ha mit der Villa ter Meer ein Wohnsitz mit Parklandschaft für Fritz ter Meer, Vorstandsmitglied der I.G. Farben, erschaffen. Diese Immobilie kaufte 1953 dann der einflussreiche Bankier Hermann Josef Abs. Die eigentliche Villa Guaita wurde ab 1940 zur Beherbergung von Ausgebombten genutzt. Nach dem Zweiten Weltkrieg diente sie als Wohnheim für
Flüchtlinge und Vertriebene aus den deutschen Ostgebieten und anschließend als Schulgebäude. Bis zu 20 Familien sollen dort untergekommen sein. 1961 wurde sie abgerissen, das sie umgebende Gelände heißt heute Guaita-Park, ist parzelliert und anderweitig bebaut.